# Charis acanthoides
Charis acanthoides är en fjärilsart som beskrevs av Herrich-Schäffer 1853. Charis acanthoides ingår i släktet Charis och familjen Riodinidae. Inga underarter finns listade i Catalogue of Life.